# Beer with Jesus
«Beer with Jesus» — песня американского кантри-певца Томаса Ретта, вышедшая 4 сентября 2012 года в качестве второго сингла с его дебютного студийного альбома It Goes Like This (2013). Авторами песни выступили Томас Ретт, Rick Huckaby, Lance Miller.

## История
Песня получила положительные отзывы и рецензии от музыкальных критиков и интернет-изданий, например, таких как Taste of Country, Roughstock, Country Universe.
«Beer with Jesus» дебютировал на позиции № 49 в американском хит-параде кантри-музыки Billboard Hot Country Songs в неделю с 8 сентября 2012.

## Музыкальное видео
Режиссёром выступил Peter Zavadil, а премьера состоялась в ноябре 2012 года.

## Чарты

### Еженедельные чарты
| Чарт (2012-13)                                | Высшая позиция |
| --------------------------------------------- | -------------- |
| US Bubbling Under Hot 100 Singles (Billboard) | 1              |
| США (Billboard Country Airplay)               | 19             |
| США (Billboard Hot Country Songs)             | 26             |

### Итоговые годовые чарты
| Чарт (2013)                      | Позиция |
| -------------------------------- | ------- |
| US Country Airplay (Billboard)   | 92      |
| US Hot Country Songs (Billboard) | 98      |